# Amtsgericht Elsfleth
Das ehemalige Amtsgericht Elsfleth, Rathausplatz 2, Ecke Hafenstraße, in der Nähe zur Hunte, im niedersächsischen Elsfleth, im Landkreis Wesermarsch, stammt  aus dem späteren 19. Jahrhundert. Aktuell (2023) wird es als Teil des Rathauses Elsfleth genutzt.
Das Gebäude steht unter Denkmalschutz (siehe auch Liste der Baudenkmale in Elsfleth).

## Geschichte
Das zweigeschossige vierachsige traufständige verputzte Gebäude mit Walmdach und segmentbogigen im EG und rundbogigen Öffnungen im OG wurde 1879 (Inschrift) als Nebensitz für das neu gebildete Amtsgericht Brake gebaut.
Das Haus wurde sparsam durch ein geschossteilendes Gesims sowie Traufgesims und Brüstungsfelder im Obergeschoss gestaltet.
Nach der Aufgabe des Nebensitzes für das Amtsgericht (nach 1960) wurde es Teil des Rathauses. Ein eingeschossiger linker Zwischentrakt zum Rathaus wurde deshalb gebaut.
Das Landesdenkmalamt befand, es habe „… geschichtliche Bedeutung für die Ortsgeschichte … als beispielhafter Gerichtsbau der 2. Hälfte des 19. Jhs. …“
Auf dem Platz steht das Denkmal für Herzog Friedrich Wilhelm.